# Vicki Benckert
Vivi Catarina "Vicki" Benckert, född 17 oktober 1960, är en svensk sångerska, kompositör, musikalartist, skådespelare och översättare.

## Musiker och kompositör
Benckert slog igenom i den svenska Melodifestivalen 1984 där hon hade skrivit tre av låtarna "Kärleksmagi", "Sankta Cecilia", "Livet är som ett träd", och själv sjöng den sistnämnda av dem. Av de 90 melodier som gick till slutgallring hade hon medverkat i sju.
Hon tävlade även i schlagertävlingen i Sopot i Polen och vann tre av fyra priser, däribland priset för bästa tolkning. Därefter var hon på turné i Sovjetunionen och spelade bland annat i Moskva inför 80 000 åskådare.[källa behövs] Hon deltog i Lasse Holms och Monica Törnells framförande av låten "E' de' det här du kallar kärlek" i Eurovision Song Contest 1986 utklädd till franskt hembiträde som låtsades svimma när Sten Carlberg mitt i låten kom upp på scenen med bar överkropp spelande elgitarr. 1989 körade hon bakom Tommy Nilsson när han framförde "En dag".
Hon har gett ut tre egna skivor samt arbetat som körsångerska till svenska artister som Army of Lovers, Tomas Ledin, Niklas Strömstedt, Christer Sandelin, Tommy Körberg och Carola Häggkvist. Hon medverkade som bandbusiker till Niklas Strömstedt i det första Rocktåget 1991 (gitarr, keyboards, kör), och har turnerat jorden runt med Roxette i världsturnén Joyride 1991-92 (gitarr, mandolin, dragspel, kör). Hon har även medverkat i musikalerna Chess (bland annat i rollen som Svetlana), Evita, Kristina från Duvemåla och Skönheten och odjuret (i rollen som tekannan, Mrs Potts) samt vid Pride-festivalen i Stockholm. 1985 så sjöng hon en duett tillsammans med Nysse Nyström på hans debutsingel "En liten grej".
Många kollegor har anlitat henne som körsångare, keyboardist, gitarrist och låtskrivare. Hon är sedan 1999 medlem i coverbandet Oddjob (ej samma som jazzgruppen).

## Programledare och skådespelare
Vicki Benckert var programledare för Sommartoppen i P3 tillsammans med Max Lorentz 1994.
Benckert har dubbat filmer som På andra sidan häcken, Bee Movie och Familjen Flinta i Viva Rock Vegas (2000) till svenska. Hon har även dubbat en del tecknade TV-serier såsom Batman: The Animated Series (1992), där hon läste Harley Quinns och Poison Ivys röster, och Spider-Man: The Animated Series (1994), där hon bland annat gjorde rösten till May Parker. När den amerikanska live action-serien Mighty Morphin Power Rangers (1993-1995) dubbades till svenska gjorde hon rösten till Kimberly.

## Översättare
Benckert har under de senaste åren även arbetat som översättare, bland annat av barnböckerna om Angelina Ballerina, samt för dubbning av tecknade tv-serier som Richard Scarrys äventyrsvärld, Snobben, Byggare Bob, Tracy Beaker, Supertrion, Pakten, Nalle har ett stort blått hus, och filmer som Rio, Rio 2, Husdjurens hemliga liv, SVJ (Stora vänliga jätten), Den lille prinsen, Epic - skogens hemliga rike, Bron till Terabitia m fl.

## Privatliv
Vicki Benckert har tre barn. William Benckert Claesson, pianist och kompositör, och Mimmi Benckert Claesson och Maja Benckert Claesson - som har medverkat i olika film- och teaterproduktioner.

## Diskografi[4]

### Album
- Vicki Benckert (1985)
- Utan Försvar (1986)
- Vicki Benckert (1987)
- Svarta Lådan (1991)
- TV Themes VOL 2 (okänt år) - tillsammans med Steve Martin och Arch Bacon

### Singlar
- "Let the Good Times Roll" (1981) som Kay-Cee Bang, först utgiven som reklamlåt för Wrangler jeans med titeln "Do it the Wrangler way"
- "Det är nånting på gång" (1981)
- "En enda natt" (1982) Vicki & The Virgins
- "Livet är som ett träd" (1984)
- "Locka mej att leva" (1985)
- "Kyss med öppna blå ögon" (1985)
- "Min nya värld" (1985)
- "All Up to You" (1989) tillsammans med World Youth Choir Guest Solists och Tommy Körberg
- "2-2 (1990)
- "En god man (1990)
- "Vågar du?" (1990), duett med Niklas Strömstedt
- "2-2" & "En god man" / "Om du vill leke"  & "När blommorna föll" (1991) tillsammans med Py Bäckman

## Teater

### Roller
| År   | Roll                          | Produktion                                                    | Regi             | Teater                                         |
| ---- | ----------------------------- | ------------------------------------------------------------- | ---------------- | ---------------------------------------------- |
| 1998 | Ensemble                      | Kristina från Duvemåla                                        | Lars Rudolfsson  | Cirkus, Stockholm                              |
| 2001 | Ensemble                      | Evita Andrew Lloyd Webber och Tim Rice                        | Ronny Danielsson | Göteborgsoperan Flyttad till Cirkus, Stockholm |
| 2002 | Ensemble, reserv för Svetlana | Chess                                                         | Lars Rudolfsson  | Cirkus, Stockholm                              |
| 2005 | Mrs Potts                     | Skönheten och odjuret Alan Menken, Howard Ashman och Tim Rice | Hans Berndtsson  | Göta Lejon                                     |